# Romanorlovita
La romanorlovita és un mineral de la halurs. Rep el nom en honor de Roman Yurievich Orlov (23 de novembre de 1929 - 1 de gener de 2005), mineralogista i físic rus del Departament de Mineralogia de la Universitat Estatal de Moscou.

## Característiques
La romanorlovita és un halur de fórmula química K₈Cu₆Cl17(OH)₃. Va ser aprovada com a espècie vàlida per l'Associació Mineralògica Internacional el 2014, sent publicada l'any 2017. Cristal·litza en el sistema tetragonal. La seva duresa a l'escala de Mohs és 3.
L'exemplar que va servir per a determinar l'espècie, el que es coneix com a material tipus, es troba conservat a les col·leccions del Museu Mineralògic Fersmann, de l'Acadèmia de Ciències de Rússia, a Moscou (Rússia), amb el número de registre: 4544/1.

## Formació i jaciments
Va ser descoberta a la fumarola Glàvnaia Tenoritóvaia, situada al segon con d'escòria de l'avanç nord de la Gran erupció fissural del volcà Tolbàtxik (Krai de Kamtxatka, Rússia), on es troba en forma de cristalls tetragonals prismàtics, normalment tabulars, de fins a 0,1 mm, i en cúmuls de fins a 0,5 mm així com formant crostes. Aquest volcà rus és l'únic indret de tot el planeta on ha estat descrita aquesta espècie mineral.